# Синекліза
Синеклі́за (англ. Syneclise) — від'ємна структура земної кори з центриклінним заляганням і з пологим нахилом верств гірських порід чохла платформи.

## Опис
Синекліза має в плані витягнуту або округлу форму. Площа досягає сотень тисяч квадратних кілометрів.
Синекліза розвивається протягом кількох геологічних періодів у результаті повільного опускання великих ділянок фундаменту платформи.
Синекліза — велика западина в межах континентальної платформи, звичайно овальної або округлої форми, з поперечником в багато сотень, іноді понад 1000 км і глибиною звичайно до 3-5 км до поверхні фундаменту. Площа досягає сотень тисяч квадратних кілометрів. Має в плані витягнуту або округлу форму. Схили С. пологі, як правило, не більше за 1о. Нерідко виникають над більш древніми авлакогенами (напр., Українська С. над Дніпровсько-Донецьким авлакогеном). С. складають один з гол. елементів будови плит, розділяючись антеклізами, але нерідко накладаються на центр. частини щитів (Канадський щит, Балтійський щит). Особливий тип С. приурочений до периферійної частин платформ, де вони відрізняються великою глибиною занурення фундаменту — до 20 км і більше (Прикаспійська С. на півдні Російської плити). С. розвиваються протягом сотень млн. років (деякі протягом всього фанерозою) у результаті повільного опускання великих ділянок фундаменту платформи. Серед осадових формацій, характерних для С., — соленосна, бітумінозних сланців або мергелей, шаруватих вапняків, крейди. До С. бувають приурочені поклади солей, в тому числі калійних, фосфоритів, оолітових залізняків, нафти, газу, нерудних буд. матеріалів. Численні С. є великими артезіанськими басейнами.
Протилежне — антекліза.

## Різновиди
- СИНЕКЛІЗА ВУЗЛОВА — велика (до 1000 км і більше у поперечнику) негативна платформна структура, виконана потужною (8—15 км) товщею. Як правило, розташовується по периферії платформ і відділяється від останніх системами флексур, становлячи елемент платформи, звернений до геосинкліналі. Для С. в. характерне потоншання гранітного шару й потужне соленакопичення, що приводить надалі до прояву соляної тектоніки. Приклади: Прикаспійська, Гольф-Кост. Близькі терміни: батисинекліза, синекліза крайова, западина прикаспійського типу.
- СИНЕКЛІЗА НАКЛАДЕНА — синекліза, яка виникла за рахунок дроблення давніх плит або щитів. Вона накладається на різні структурні елементи попереднього тектонічного циклу. Як правило ізометрична. Приклади: Тунгуська синекліза (Сибірська платформа), палеозой; Ордоська синекліза (Китайська платформа), пізній палеозой.
- СИНЕКЛІЗА УСПАДКОВАНА — синекліза, що виникла на місці западин попереднього геосинклінального циклу. Звичайно має витягнуті обриси. Приклад: Ляпінська синеклиза Західно-Сибірської плити.